# Agosta
Agosta ist eine Gemeinde in der Metropolitanstadt Rom in der italienischen Region Latium mit 1684 Einwohnern (Stand 31. Dezember 2023).
|  |

## Geographie
Agosta liegt 63 km nordöstlich von Rom und 11 km nordwestlich von Subiaco. Es liegt auf einem Hügel im Tal des Aniene. Es ist Mitglied der Comunità Montana Valle dell’Aniene, die ihren Sitz im Ortsteil Madonna della Pace hat. Weitere Ortsteile sind Barco, Cacino, Pisciarello, Selve, Valleberta und Tostini. Das Gemeindegebiet erstreckt sich von 327 bis 786 m s.l.m.
Die Gemeinde liegt in der Erdbebenzone 2 (mittel gefährdet).
Die Nachbarorte sind Canterano, Cervara di Roma, Marano Equo, Rocca Canterano und Subiaco.

### Verkehr
Agosta wird von der Strada Statale 411 Sublacense, die von Roviano an der Autobahn A24 Strada dei Parchi, Richtung Alatri führt, erschlossen.
Der nächste Bahnhof liegt in Roviano an der Bahnstrecke Rom–Avezzano in 8 km Entfernung.

## Bevölkerungsentwicklung
| Jahr      | 1871 | 1901 | 1921 | 1951 | 1971 | 1991 | 2001 |
| --------- | ---- | ---- | ---- | ---- | ---- | ---- | ---- |
| Einwohner | 1137 | 1464 | 1730 | 1909 | 1280 | 1450 | 1617 |

## Politik
Massimiliano Valente (Lista Civica: Movimento Per Agosta) wurde am 5. Juni 2016 zum Bürgermeister gewählt. Er löste Gianfranco Massimi ab, der das Amt während dreier Wahlperioden bekleidet hatte.

### Wappen
Oberes Drittel des Schilds, rotes Benediktinerkreuz auf goldenem Grund. Untere zwei Drittel, ein Aquädukt auf blauem Grund. Das Kreuz erinnert an die historische Zugehörigkeit zur Benediktinerabtei Subiaco. Der Aquädukt symbolisiert die Aqua Marcia, die bei Agosta beginnt.